# وادي الحجارة (نهر)

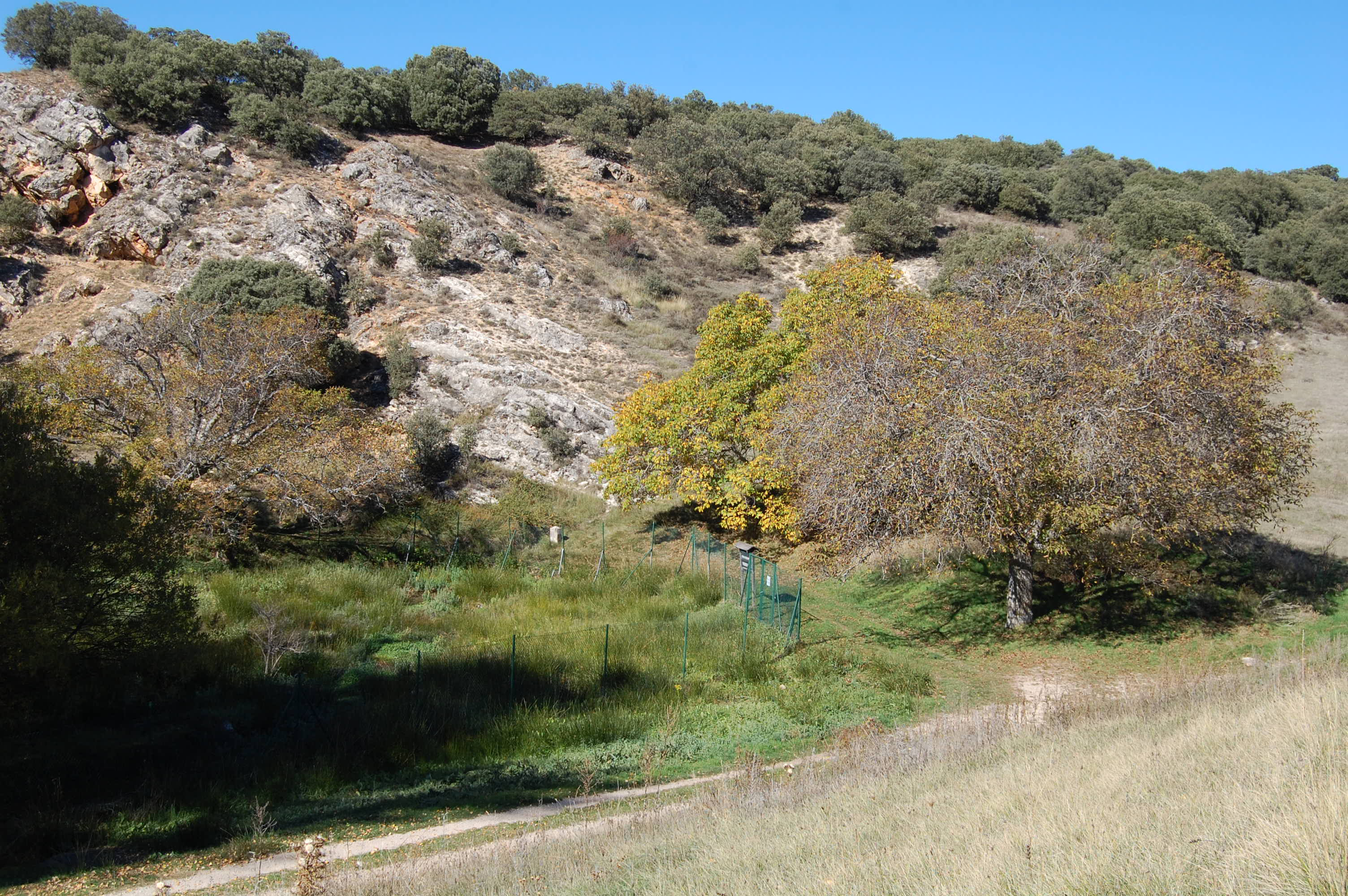
وادي الحجارة

وَادِي الحِجَارَة أو نَهر هِنارِس (بالإسبانية: Río Henares)‏ هو نهر بشمال إسبانيا.